# Mörkegöl, Blekinge
Mörkegöl är en sjö i Karlskrona kommun i Blekinge och ingår i Bruatorpsåns huvudavrinningsområde. Sjön är 4,7 meter djup, har en yta på 0,031 kvadratkilometer och befinner sig 82 meter över havet. Vid provfiske har bland annat abborre, gädda, mört och sarv fångats i sjön.

## Fisk
Vid provfiske har följande fisk fångats i sjön:
- Abborre
- Gädda
- Mört
- Sarv
- Sutare